# Dracaena congoensis
Dracaena congoensis är en sparrisväxtart som beskrevs av Henri Hua. Dracaena congoensis ingår i släktet dracenor, och familjen sparrisväxter. Inga underarter finns listade i Catalogue of Life.